# Ledamöter av Europaparlamentet från Sverige 2019–2024
Det här är en lista över de ledamöter som representerar Sverige i Europaparlamentet under mandatperioden 2019–2024. I Europaparlamentsvalet i maj 2019 valdes 20 ledamöter in för Sverige. När Storbritannien lämnade EU den 31 januari 2020 fick Sverige ett 21:a mandat, som tillföll Miljöpartiets Jakop Dalunde.
| Namn              | Bild | Svenskt parti           | Svenskt parti | Partigrupp | Utskott                                                                           | Kommentar                                                                                                  |
| ----------------- | ---- | ----------------------- | ------------- | ---------- | --------------------------------------------------------------------------------- | --- |
| Arba Kokalari     |      |                         | M             | EPP        | FEMM, IMCO                                                                        | Ledamot sedan 2 juli 2019.                                                                                 |
| Jessica Polfjärd  |      | ENVI                    | M             | EPP        | Ledamot sedan 2 juli 2019.                                                        | |
| Tomas Tobé        |      | DEVE (ordförande), LIBE | M             | EPP        | Personvald. Ledamot sedan 2 juli 2019.                                            | |
| Jörgen Warborn    |      | INTA                    | M             | EPP        | Ledamot sedan 2 juli 2019.                                                        | |
| David Lega        |      |                         | KD            | EPP        | AFET                                                                              | Personvald. Ledamot sedan 2 juli 2019.                                                                     |
| Sara Skyttedal    |      |                         | Partilös      | EPP        | ITRE, LIBE                                                                        | Personvald. Ledamot sedan 2 juli 2019. Invald för Kristdemokraterna, men lämnade partiet 15 februari 2024. |
| Erik Bergkvist    |      |                         | S             | S&D        | REGI                                                                              | Ledamot från 2 juli 2019. Avled 20 februari 2024.                                                          |
| Johan Danielsson  |      | TRAN                    | S             | S&D        | Ledamot mellan 2 juli 2019 och 29 november 2021.                                  | |
| Ilan De Basso     |      |                         | S             | S&D        | Efterträdde Johan Danielsson som ledamot den 13 december 2021.                    | |
| Heléne Fritzon    |      | EMPL, FEMM              | S             | S&D        | Personvald. Ledamot sedan 2 juli 2019.                                            | |
| Jytte Guteland    |      | ENVI                    | S             | S&D        | Ledamot mellan 2 juli 2019 och 25 september 2022.                                 | |
| Evin Incir        |      | LIBE                    | S             | S&D        | Ledamot sedan 2 juli 2019.                                                        | |
| Carina Ohlsson    |      | FEMM                    | S             | S&D        | Efterträdde Jytte Guteland som ledamot den 26 september 2022.                     | |
| Linus Glanzelius  |      | REGI, TRAN              | S             | S&D        | Efterträdde Erik Bergkvist som ledamot den 27 februari 2024.                      | |
| Peter Lundgren    |      |                         | Partilös      | ECR        | TRAN                                                                              | Personvald. Ledamot sedan 1 juli 2014. Lämnade Sverigedemokraterna den 18 mars 2022.                       |
| Johan Nissinen    |      |                         | SD            | ECR        | FEMM, ITRE                                                                        | Efterträdde Jessica Stegrud som ledamot den 11 oktober 2022.                                               |
| Jessica Stegrud   |      | FEMM, ITRE              | SD            | ECR        | Personvald. Ledamot mellan 2 juli 2019 och 25 september 2022.                     | |
| Charlie Weimers   |      | AFET                    | SD            | ECR        | Ledamot sedan 2 juli 2019.                                                        | |
| Abir Al-Sahlani   |      |                         | C             | RE         | EMPL                                                                              | Ledamot sedan 2 juli 2019.                                                                                 |
| Fredrick Federley |      | ENVI                    | C             | RE         | Personvald. Ledamot mellan 1 juli 2014 och 12 december 2020.                      | |
| Emma Wiesner      |      | ENVI, PECH              | C             | RE         | Efterträdde Fredrick Federley som ledamot den 4 februari 2021.                    | |
| Karin Karlsbro    |      |                         | L             | RE         | INTA                                                                              | Personvald. Ledamot sedan 2 juli 2019.                                                                     |
| Alice Bah Kuhnke  |      |                         | MP            | G/EFA      | FEMM, LIBE                                                                        | Personvald. Ledamot sedan 2 juli 2019.                                                                     |
| Jakop Dalunde     |      | TRAN                    | MP            | G/EFA      | Fick Sveriges 21:a mandat när Storbritannien lämnade unionen den 31 januari 2020. | |
| Pär Holmgren      |      | ENVI                    | MP            | G/EFA      | Personvald. Ledamot sedan 2 juli 2019.                                            | |
| Malin Björk       |      |                         | V             | GUE/NGL    | ENVI                                                                              | Personvald. Ledamot sedan 1 juli 2014.                                                                     |